# جامعه‌شناسی جهل علمی
جامعه‌شناسی جهل علمی (به انگلیسی: Sociology of scientific ignorance) (اختصاری SSI) مطالعه جهل در و از علم است. رایج ترین راه آنست که به جای فقدان دانش، جهل را به عنوان چیزی مرتبط بدانیم. دو حوزه متمایز وجود دارد که SSI در آن مورد مطالعه قرار می‌گیرد: برخی بر روی جهل در پژوهش علمی تمرکز می‌کنند، در حالی که برخی دیگر بر ناآگاهی عمومی از علم تمرکز می‌کنند. جامعه‌شناسی جهل علمی یک رشته مکمل جامعه‌شناسی دانش علمی (SSK) است.
هنگام مطالعه جهل در پژوهش های علمی، دیدگاه رایج آنست که جهل می تواند به عنوان ابزاری در علم مورد استفاده قرار گیرد. نمونه‌ای از این جعبه سیاه است، که تصور می شود پنهان کردن بخش‌های داخلی یک سیستم می‌تواند مفید باشد، و فقط ورودی و خروجی را برای کاربر قابل مشاهده کنید.
مطالعات جهل عمومی از علم بر این تمرکز دارد که چگونه جهل علمی می‌تواند بر جامعه، دیدگاه عمومی نسبت به علم تأثیر بگذارد، و چه چیزی می‌تواند باعث ناآگاهی عمومی از علم شود. این حوزه به درک عمومی از علم مربوط می‌شود.

## ناآگاهی در پژوهش‌های علمی
به طور کلی واژه «جهل» لحن منفی دارد و تا مدت‌ها به جهل علمی به عنوان یک امر کاملاً منفی نگاه می‌شد. با این حال، اخیراً مردم شروع به کنار گذاشتن این ایده کرده‌اند و در عوض سعی در یافتن موارد استفاده از جهل عمدی دارند. این را عموماً جهل مفید نامیده‌اند. اولین قدم در یافتن کاربردهای جهل، درک این نکته است که نادانی اجتناب‌ناپذیر است. همان طور که ماتیاس گراس می‌گوید: «دانش جدید نیز به معنای جهل بیشتر است.» گراس همچنین از ارتباط بین جهل و شگفتی سخن می‌گوید. غافلگیری می‌تواند چیزهایی را آشکار سازد که دانشمندان نسبت به آن بی‌اطلاع هستند که به آنها کمک می‌کند پژوهش‌های خود را برای کسب دانش متمرکز کنند. از سوی دیگر، نادانی چیزی است که باعث شگفتی می‌شود و این دو را بسیار به هم مرتبط می‌سازد.